# Phalloceros reisi
Espèce
Phalloceros reisi est une espèce de poisson du genre Phalloceros et de la famille des Poeciliidae.